# Chuột chù Brasil
Chuột chù Brazil, tên khoa học Blarinomys breviceps, là một loài động vật có vú, loài duy nhất trong chi Blarinomys, thuộc họ Cricetidae, bộ Gặm nhấm. Loài này được Winge mô tả năm 1887.